# Linia kolejowa Čadca – Skalité Serafínov
Linia kolejowa nr 129 – linia kolejowa na Słowacji, biegnąca przez kraj żyliński, od Czadcy do granicy z Polską w Zwardoniu. Została otwarta 3 listopada 1884 roku.